# Egesina indica
Egesina indica är en skalbaggsart som beskrevs av Stefan von Breuning 1938. Egesina indica ingår i släktet Egesina och familjen långhorningar. Inga underarter finns listade i Catalogue of Life.